# مؤشر التفجر البركاني

درجات مختلفة من المؤشر حسب حجم المقذوفات

مؤشر التفجر البركاني (بالإنجليزية: Volcanic explosivity index)‏ يُعرف اختصارا بـ (VEI) وُضع هذا المؤشر من قبل كريس نيوهال من الماسح الجيولوجي الأمريكي وستيڤن سيلف في جامعة هاواي في سنة 1982 لتحديد مقياس نسبي لإنفجارية الثورات البركانية.
يتم تحديد قيمة التفجر عن طريق قياس حجم المقذوفات وارتفاع سحابة الثوران والرصد النوعي (باستخدام مصطلحات مرتبة من «معتدل» إلى «فائق الضخامة»)، والمقياس جُعلت نهايته مفتوحة مع أكبر البراكين في تاريخ الأرض بقيمة 8، ويتم إعطاء القيمة 0 للثورات غير المتفجرة، وتُعرف بأنها أقل من 10,000 م³ (350,000 قدم مكعب) من مقذوفات التفرا؛ والـ 8 تمثل ثوران متفجر فائق الضخامة والذي يستطيع إخراج 1.0×10¹² م³ (240 ميل مكعب) من التفرا مع ارتفاع عمود السحابة إلى أعلى من 20 كم (12 ميل)، المقياس لوغاريتمي، مع كل فاصل في المقياس يمثل زيادة عشرة أضعاف في معيار المقذوفات المرصودة، مع إستثناء ما بين VEI 0 و VEI 1 و VEI 2.

## قوائم الثورات الكبرى
- قائمة الثورات البركانية الكبرى في القرن 19
- قائمة الثورات البركانية الكبرى في القرن 20
- قائمة الثورات البركانية الكبرى في القرن 21
- قائمة أكبر الانفجارات البركانية